# Апостолос Весиропулос
Апо̀столос Фотѝу Весиро̀пулос (на гръцки: Απόστολος Φωτίου Βεσυρόπουλος) е гръцки политик от Нова демокрация.

## Биография
Апостолос Весиропулос е роден в 1967 година в македонския град Бер, Гърция. Баща му Фотиос Весиропулос е от Кипсели, а майка му Хрисула Ефремиду е понтийка от Неос Продромос. Следва счетоводство в Лариса, а след това завършва магистратура по публично право в Тракийския университет. Избран е от Иматия за депутат от Нова демокрация на изборите на 17 юни 2012 година.